# Каюм (река)
Каюм — река на северо-востоке полуострова Камчатка.
Длина реки — 48 км. Протекает по территории Карагинского района Камчатского края. Впадает в Карагинский залив (лагуна Каюм).
Название в переводе с чук. Ӄуйым — «бухта».

## Данные водного реестра
По данным государственного водного реестра России относится к Анадыро-Колымскому бассейновому округу.
Код объекта в государственном водном реестре — 19060000312120000009219.